# Walter Delle Karth
Walter Delle Karth Jr. (Innsbruck, 11 agosto 1946) è un ex bobbista austriaco.
È il figlio dell'omonimo combinatista nordico Walter Delle Karth Sr. nonché il fratello di Werner e di Dieter, a loro volta bobbisti di livello internazionale, e lo zio di Nico, velista olimpionico (figlio di Werner).

## Biografia
Attivo durante gli anni settanta e la prima metà degli anni ottanta, durante la sua carriera ha gareggiato alternandosi in entrambi i ruoli di questo sport, frenatore e pilota.
Ha partecipato a tre edizioni dei Giochi olimpici invernali: a Sapporo 1972 si classificò al settimo posto nel bob a quattro; otto anni dopo, a Lake Placid 1980, fu quinto nella gara a quattro, mentre a Sarajevo 1984 gareggiò in entrambe le specialità, piazzandosi in dodicesima posizione nella disciplina biposto e in decima in quella a quattro.
Ha inoltre preso parte ad almeno sette edizioni dei campionati mondiali, conquistando in totale due medaglie. Nel dettaglio i suoi risultati nelle prove iridate sono stati, nel bob a due: quinto a Schönau am Königssee 1979 e quinto a Lake Placid 1983; nel bob a quattro: medaglia d'argento a Lake Placid 1973 con il fratello Werner, Hans Eichinger e Fritz Sperling, medaglia di bronzo a Sankt Moritz 1974 con gli stessi compagni, settimo a Sankt Moritz 1977, quarto a Lake Placid 1978, sesto a Schönau am Königssee 1979, sesto a Cortina d'Ampezzo 1981 e quinto a Lake Placid 1983.
Agli europei ha invece conquistato tre medaglie di bronzo: una nel bob a due e due nel bob a quattro.
In Coppa del Mondo si è classificato in seconda posizione nel bob a quattro al termine della stagione 1985/86, preceduto dallo svizzero Ekkehard Fasser.

## Palmarès

### Mondiali
- 2 medaglie:
  - 1 argento (bob a quattro a Lake Placid 1973);
  - 1 bronzo (bob a quattro a Sankt Moritz 1974).

### Europei
- 3 medaglie:
  - 3 bronzi (bob a quattro a Sankt Moritz 1972; bob a due a Breuil-Cervinia 1973; bob a quattro a Cortina d'Ampezzo 1982).

### Coppa del Mondo
- Miglior piazzamento in classifica generale nel bob a quattro maschile: 2º nel 1985/86.